# Ponthieu
Ponthieu (lateinisch pagus pontivus, flämisch: Ponteland) ist der Name einer alten französischen Grafschaft. Ihre Hauptstadt war Abbeville, ihre stärkste Festung Montreuil.

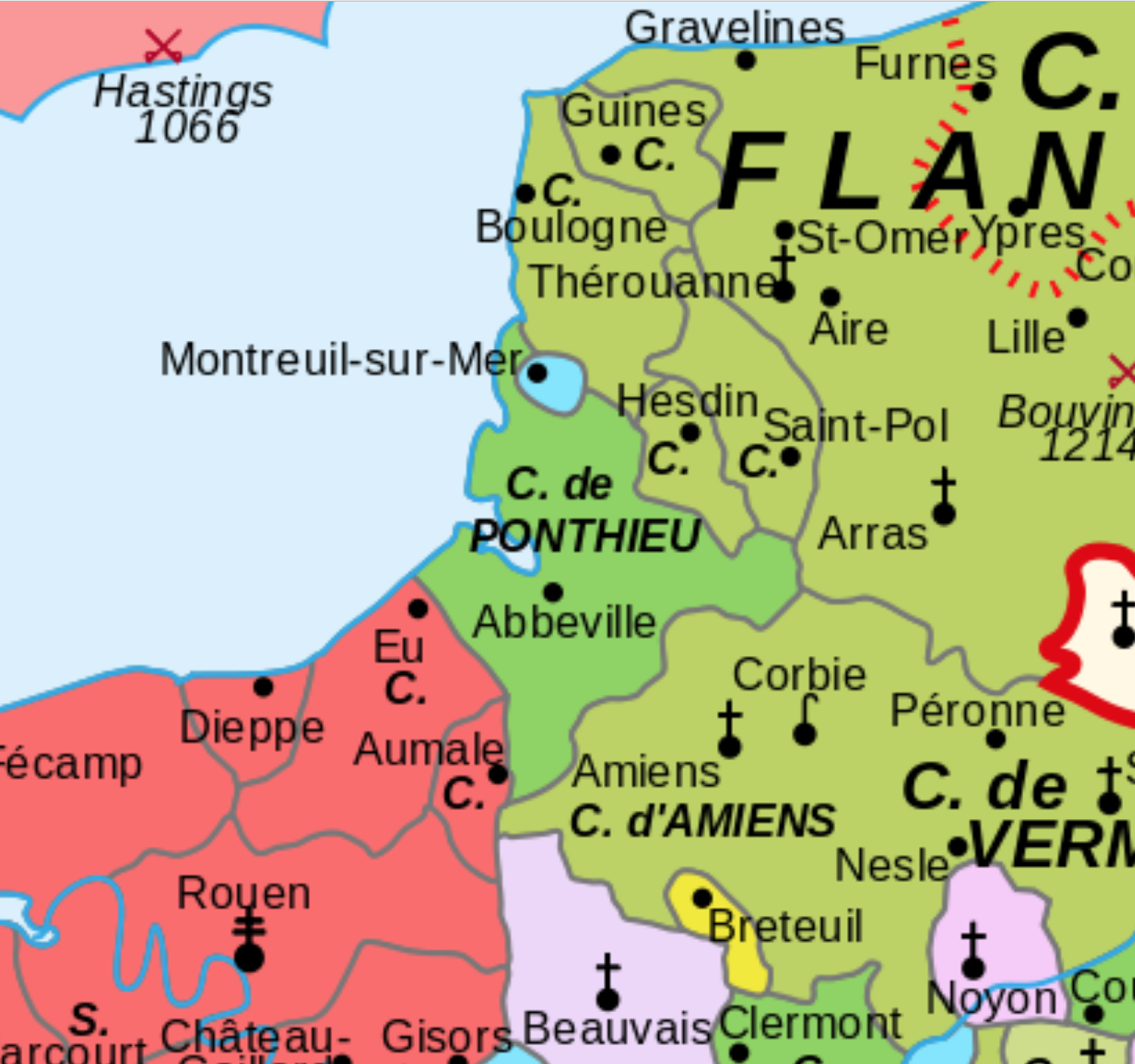
Karte der Grafschaft Ponthieu

Heute ist Ponthieu ein Pays, also eine Art freiwillige Planungsregion ohne die Eigenschaft einer eigenständigen Gebietskörperschaft im Sinne des Gesetzes vom 4. Februar 1995 bzw. im Sinne der Folgeregelung im Loi Pasqua (LOADDT) vom 25. Juni 1999. Das Gebiet liegt ziemlich genau zwischen der Somme und der Authie und wird im Westen durch den Marquenterre begrenzt. Ponthieu umfasst die Kantone Crécy-en-Ponthieu, Nouvion-en-Ponthieu und Ailly-le-Haut-Clocher.

## Geschichte
Ponthieu war eine fränkische Grafschaft, die bereits im 7. Jahrhundert bezeugt ist. Zu Beginn des 9. Jahrhunderts war sie im Besitz von Angilbert, dem Schwiegersohn Karls des Großen.
Graf Arnulf I. von Flandern gelang es, sein Herrschaftsgebiet bedeutend zu erweitern, indem er weite Teile von Artois, Ponthieu, Amiens und Ostrevant eroberte. Dabei nutzte er die innerfranzösischen Auseinandersetzungen zwischen Karl dem Einfältigen und Robert I. ebenso aus, wie später die zwischen Ludwig IV. und seinen Baronen. Nach seinem Tod 964 gingen diese Gebiete aber bis zur Volljährigkeit seines Nachfolgers Arnulf II. (976) wieder verloren.
Die Grafschaft blieb dann in der karolingischen Grafenfamilie bis 1100. In diesem Jahr ging sie durch Heirat an Robert of Bellême, 3. Earl of Shrewsbury, Graf von Alençon. Abbeville wurde um 1130 Hauptstadt von Ponthieu.
1221 kam Ponthieu wieder durch Heirat an Simon von Dammartin, dem es der französische König Ludwig VIII. 1228 für einige Zeit abnahm, dann an Simons Tochter Johanna (Jeanne), die 1237 König Ferdinand III. von Kastilien heiratete. Deren Tochter, Eleonore von Kastilien, heiratete 1254 den späteren englischen König Eduard I., der dadurch in den Besitz Ponthieus kam. Das Land blieb auch im Besitz von Eduard II. und Eduard III.
Frankreichs König Philipp VI. bemächtigte sich Ponthieus 1337 mit dem Beginn des Hundertjährigen Kriegs und gab es Jakob von Bourbon, Graf von La Marche. Eduard III. nahm die Grafschaft nach der Schlacht von Crécy, die 1346 in Ponthieu stattfand, wieder in englischen Besitz. 1367 kam Ponthieu in den Besitz des französischen Königs Karl V. 1417 wurde es von den Engländern erneut erobert; Heinrich VI. gab es 1437 dem Herzog von Burgund. Nach dem Tod Karls des Kühnen 1477 nahm Ludwig XI. Ponthieu endgültig an sich.